# Vasaloppet 1928
Vasaloppet 1928 kördes söndagen 11 mars 1928 som det sjunde loppet. Per-Erik Hedlund dömdes till segrare efter 5:33:23.

## Loppet
143 löpare var anmälda och 134 kom till start. Vännerna Per-Erik Hedlund och Sven Utterström ville dela segern och åkte jämsides över mållinjen. Efter ett jurysammanträde  så dömdes Hedlund som segrare då han ena axeln före i mål. Utterström och Hedlund vägrade acceptera juryns beslut och då delade de guld- respektive silvermedaljen i två delar som de sen lödde ihop till varsin egen segrarmedalj och båda vägrade därför sedan att återkomma till Vasaloppet.
Totalt kom 128 löpare i mål och kranskullan hette Stina Eriksson.

## Resultat
| Plac | Namn              | Klubb          | Tid     |
| ---- | ----------------- | -------------- | ------- |
| 1    | Per-Erik Hedlund  | Särna Sk       | 5:33:23 |
| 2    | Sven Utterström   | Bodens Bk      | 5:33:23 |
| 3    | Byss-Hans Hansson | Orsa If        | 5:37:56 |
| 4    | Oskar Eriksson    | Sälens If      | 5:38:19 |
| 5    | Algon Stoltz      | Bodens Bk      | 5:40:44 |
| 6    | Verner Lundström  | Arvidsjaurs If | 5:40:50 |
| 7    | Olle Hansson      | Luleå Sk       | 5:42:07 |
| 8    | Axel Israelsson   | Dala-Järna Ik  | 5:42:11 |
| 9    | Anders Ström      | Ifk Mora       | 5:42:13 |
| 10   | Karl Danielsson   | Bodens Bk      | 5:43:53 |